# イソジアゾメタン
イソジアゾメタン(Isodiazomethane)は、一般式R2N–NCと書くことのできる一連の化合物である。イソシアンアミド、アミノイソニトリル、また系統名でイソシアノアミド等とも呼ばれる。示性式はH2N–N+≡C–で、ジアゾメタンの異性体である。
リン酸二水素ナトリウムや塩化アンモニウムの水溶液とともにリチオジアゾメタン(LiCHN2)のエーテル溶液のプロトン化により合成できる。親化合物は室温でわずかに安定であり、-50℃以下で溶媒を除去することで単離できる。誘導体は、対応するホルミルヒドラジンをホスゲンやトリエチルアミンで脱水することにより得られる。
この化合物はかつて、異性体のニトリルイミンと誤同定されていたが、1H NMRにより、ニトリルイミンであれば2つのシグナルがあるはずのδ 6.40 ppmに1つのシグナルしかないことが発見された。さらに、2140 cm−1の赤外線帯は、イソシアノ基があることを示していた。イソジアゾメタンの遷移金属錯体も合成されている。通常は液体であり、温度が15℃を超えると分解する。40℃まで加熱されると爆発する。-30℃のジエチルエーテル溶液は、水酸化ナトリウムに20分間曝露すると徐々にジアゾメタンに異性化する。
マイクロ波分光法によれば、ジアゾメタンとは異なりイソジアゾメタンは完全な平面ではなく、アミノ窒素が反転していることを示している。ab initio研究により、H2–C≡NにおけるN-C結合ほどではないが、H2N–N≡Cの中にN-N二重結合の性質がいくらか含まれることが示された。他のイソシアニド誘導体や一酸化炭素と同様に、その一次共鳴形態は負の電荷を運び、炭素原子上に孤立電子対を持つが、これは中性分子では比較的まれな状況である。